# SS Thielbek (1940)
El SS Thielbek fue un buque construido en Lübeck, Alemania en 1940. El 3 de mayo de 1945, fue hundido tras ser atacado por la RAF, pereciendo 2750 personas que se encontraban a bordo, la mayoría prisioneros procedentes de los campos de concentración de Neuengamme y Stutthof. El ataque ocurrió mientras se encontraba anclado en la bahía de Lübeck junto al Cap Arcona y el Deutschland, que también resultaron hundidos. 
En 1949, fue reflotado y reparado, permaneciendo en servicio hasta 1974. En 1949, fue renombrado como Reinbek. En 1961, fue registrado en Panamá, primero bajo el nombre de Magdalena y, a partir de 1966, como Old Warrior (Viejo Guerrero).